# Gottfried von Erdmannsdorff
Gottfried von Erdmannsdorff (25 avril 1893 – 30 janvier 1946) est un général allemand de la Wehrmacht pendant la Seconde Guerre mondiale. Il est condamné pour crimes de guerre par un tribunal militaire soviétique lors du procès de Minsk et exécuté en 1946.

## Biographie
Erdmannsdorff entre le 8 février 1913 comme aspirant dans le 13e bataillon de chasseurs à pied (de) de l'armée saxonne à Dresde.

## Procès et exécution
Erdmannsdorff, alors commandant de la place forte de Mogilev, se rend aux troupes soviétiques à la fin du mois de juin 1944 lors de l'offensive Mogilev. Il est jugé par un tribunal soviétique pour des crimes commis en Biélorussie en compagnie de 18 autres officiers. Quatorze, dont Erdmannsdorff, sont condamnés à mort le 29 janvier 1946. Le lendemain, les officiers sont pendus en public (plus de 100 000 spectateurs) dans l'hippodrome de Minsk. 

## Famille
Werner von Erdmannsdorff est le fils de Heinrich von Erdmannsdorff (de) (né en 1852), bailli royal saxon et Rittmeister, et de son épouse Gertrud, née von Schönberg (née en 1865) de la branche de Kreipitzsch. Il est le frère cadet du General der Infanterie Werner von Erdmannsdorff.

## Récompenses
- Croix de chevalier de la croix de fer le 20 mars 1942 en tant qu'Oberst et commandant de l'Infanterie-Régiment 171.